# Zaydana
Lalla Aisha Mubarka, död 1716, ofta kallad Zaydana efter sin förstfödde son, var en av hustrurna till sultan Ismail av Marocko (r. 1672-1727). Hon utövade inflytande över Marockos inrikespolitik, särskilt vad gällde tronföljden. 
Zaydana kom till sultanens harem som konkubin. Sultan Ismail köpte henne för sextio dukater från Mawaly ar-Rashid. Sultanen hade en stor mängd kvinnor i haremet men endast fyra hustrur, i enlighet med den muslimska lagen att en man kan ha sexuella relationer med sina kvinnliga slavara, men endast fyra hustrur. 
I de flesta fall gifte sig sultanen med kvinnor ur sharif-familjer eller andra betydelsefulla familjer, men Zaydana lyckades skapa en känslomässig relation med honom, vilket gjorde att han frigav henne och gifte sig med henne och gjorde henne till sin favorithustru. Hon var en av sultanen fyra hustrur, jämsides med Halima Al Sufyaniyah, Lalla Umm al-Iz at-Taba och Khnata bent Bakkar.
Dominikanmunken Dominique Busnot beskriver henne i en samtida skildring som en enorm, lång och fet kvinna, som hade makt över sultanens sinne och "ofta hanterade honom som hon ville". Många marockaner tillskrev hennes inflytande över sultanen trolldom. 
Zaydana bedrev intriger för att få sultanen att utnämna hennes son Mawlay Zaydan (1672-1708) till tronarvinge. Hon förtalade sin styvson Mawaly Muhammade al-Alim, som var vicekung av Marrakesh och son till en europeisk konkubin, Mrs Shaw, och påstod att han förberedde en statskupp. Detta var initialt en lögn, men efter en del turer gjorde Alim till slut uppror på riktigt 1704, och han blev slutligen avrättad år 1706 och ersatt av Mawlay Zaydan. Denna blev dock 1708 mördad av två kvinnor som sänts till honom av hans far. Zaydana lät avrätta de två kvinnorna. 